# Hôtel du Grand Balcon
L'hôtel du Grand Balcon est un monument historique situé à Toulouse, dans le département de la Haute-Garonne, région Occitanie, à l'angle de la rue des Lois et de la rue Romiguières.

## Histoire
L'hôtel pour voyageurs est construit au milieu du XIXe siècle. Il est notamment connu pour avoir été le lieu d'escale de l'Aéropostale dès 1919. L'aviateur Jean Mermoz séjournait dans la chambre no 20 tandis que Saint-Exupéry occupait la chambre no 32, dont le grand balcon donne sur la place du Capitole. Une partie est inscrite au titre des monuments historiques en janvier 1999.